# Festival de Cine de Virginia
El Festival de Cine de Virginia es un festival de cine celebrado anualmente en la ciudad de Charlottesville, Virginia. Es una iniciativa de la Universidad de Virginia, y tuvo su primera edición en 1988. El festival suele celebrarse a finales de octubre o comienzos de noviembre.

## Historia
Creado en 1988 con el nombre de Virginia Festival of American Film, el festival inició como una iniciativa de la Universidad de Virginia, y fue dirigido de 1989 a 1991 por Bob Gazzale, quien también se ha desempeñado como directo del American Film Institute. En sus primeros años, el evento acogió a personalidades como Gregory Peck, Charlton Heston, Robert Mitchum y Douglas Fairbanks Jr.
Desde entonces, el festival se ha sostenido gracias a donaciones y otras iniciativas privadas. Aunque inicialmente se enfocaba en el cine estadounidense, con la llegada de Richard Herskowitz como director empezó a incluir películas internacionales y otras actividades como paneles y seminarios para tener un alcance más allá del ámbito universitario.
En 2012 conmemoró su vigesimoquinto aniversario con la exhibición de más de cien filmes y la presencia de varios invitados especiales. Su director actual es Jody Kiebalsa.

## Premios entregados
En la edición de 2023, el festival entregó galardones en las siguientes categorías:
- Premio de la audiencia
- Premio de los organizadores
- Premio visionario
- Premio al mérito en dirección
- Premio al director revelación
- Premio Changemaker
- Premio al cronista
- Premio Craft
- Premio del Fundador Gobernador Gerald L. Baliles